# Miocárdio

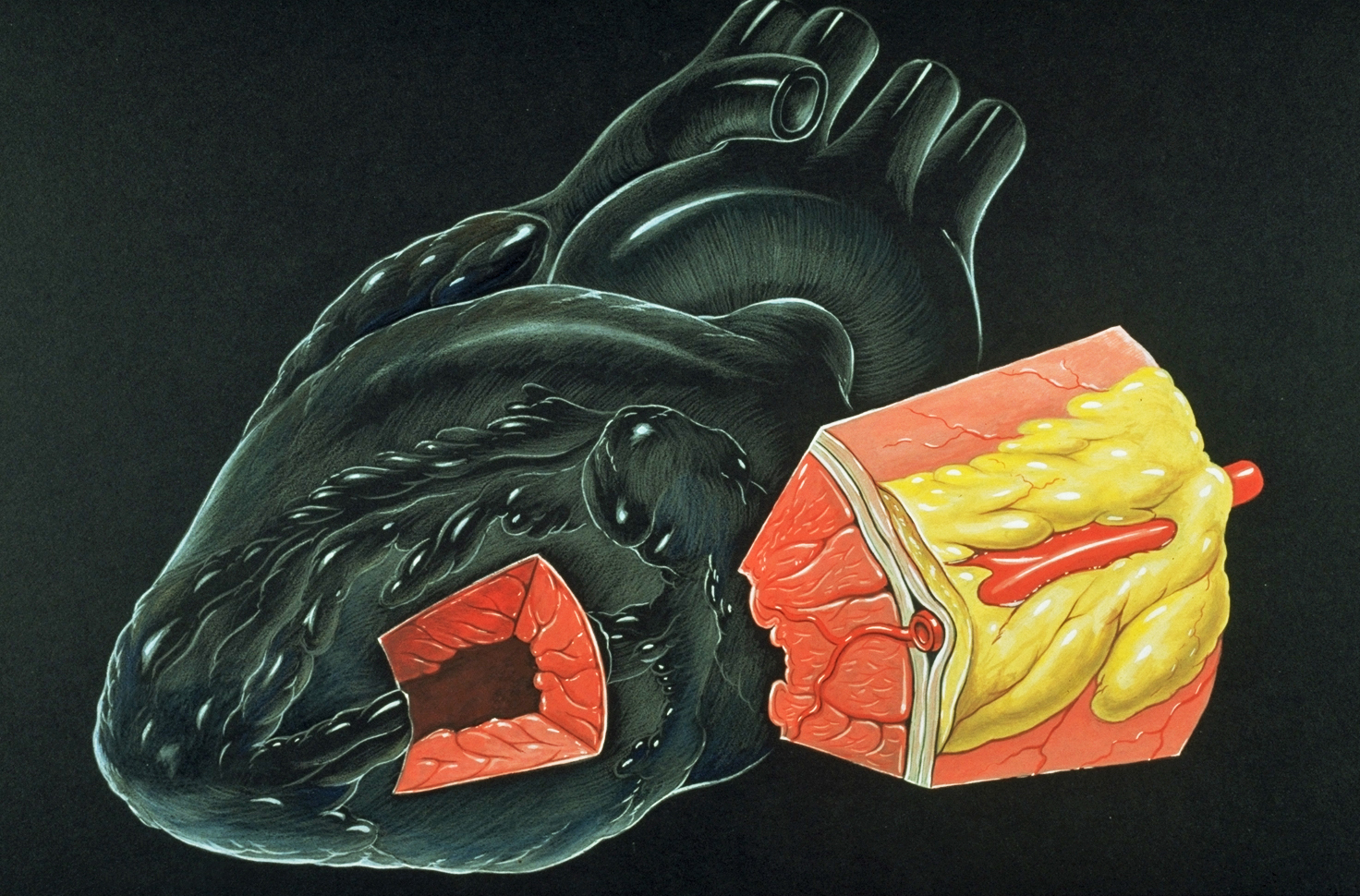
Diagrama mostrando o miocárdio e uma artéria coronária.

O miocárdio é um músculo cardíaco, isto é, a própria parede do coração. A porção mais interna se chama endocárdio e a mais externa epicárdio.
O miocárdio é composto por um tecido muscular especial, o músculo cardíaco, e tem como função básica ejetar o sangue que se encontra no interior do coração. As células musculares neste tecido são chamados cardiomiócitos.

## Fisiologia
Nos mamíferos o coração é chamado miogênico, ou seja, produz seus próprios impulsos elétricos através de células especializadas na parede do átrio direito (nódulo sino-atrial).A frequência de batimentos é regulada pelas adrenais.
A força de contração também é modulada no ser vivo por ação do volume de sangue na cavidade (pré-carga) e da resistência ao esvaziamento do coração (pós-carga).
Seu terço mais interno (região subendocárdica), recebe nutrientes e oxigênio por difusão direta a partir do sangue que é bombeado pelo coração, mas seus dois terços mais externos (região subepicárdica) dependem de uma circulação própria, a circulação coronária.

### Propriedades
As principais propriedades do miocárdio são:
- Batmotropismo ou Excitabilidade: Capacidade do coração pode ser estimulada através da manutenção de um limiar e despolarizar ao ser estimulado por um potencial elétrico.
- Inotropismo ou Contratilidade: Capacidade do coração de se contrair   sob certos estímulos. Efeito inotrópico positivo é aquele que aumentam a contratilidade e negativo o que diminui.
- Cronotropismo ou Automotismo e Ritmicidade: Capacidade do coração pode gerar seus próprios impulsos elétricos. Efeito cronotrópico positivo é aquele que melhora a geração de impulsos e negativo o que piora.
- Dromotropismo ou Condutividade: Capacidade de condução dos impulsos cardíacos pelo sistema. Efeito dromotrópico positivo é aquele que aumenta essa capacidade de condução de impulsos e negativo o que diminui.
- Lusitropismo ou Retratabilidade: Capacidade de relaxamento do coração sob certos estímulos. Efeito lusitrópico positivo é aquele que aumenta a capacidade do miocárdio de relaxar e negativo o que diminui.

## Patologia
A necrose (morte) de parte do miocárdio se chama infarto agudo do miocárdio e é comumente provocada por obstrução de parte das artérias coronárias por aterosclerose.